# 鎖に繋がれた犬のダイナミズム
「鎖に繋がれた犬のダイナミズム」（くさりにつながれたいぬのダイナミズム、伊: Dinamismo di un cane al guinzaglio、英: Dynamism of a Dog on a Leash、ほかにDog on a Leash や Leash in Motion,
など）は、イタリアの未来派の画家ジャコモ・バッラによって描かれた1912年の絵画である。
バッラはエドワード・マイブリッジやエティエンヌ＝ジュール・マレーの連続写真（クロノフォトグラフィ）に影響を受けてこの作品を制作した。彼の代表作であり、また未来派の作品の中でも特に有名な物の1つである。しかし、発表当時は酷評ばかりであった。現在はオルブライト＝ノックス美術館に所蔵されている。マルセル・デュシャンの『階段を降りる裸体No.2』とよく比較される作品である。

## 概要

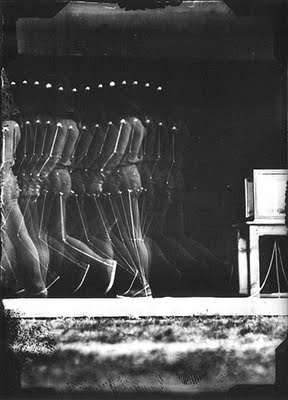
エティエンヌ＝ジュール・マレー: Man Walking, 1890-91

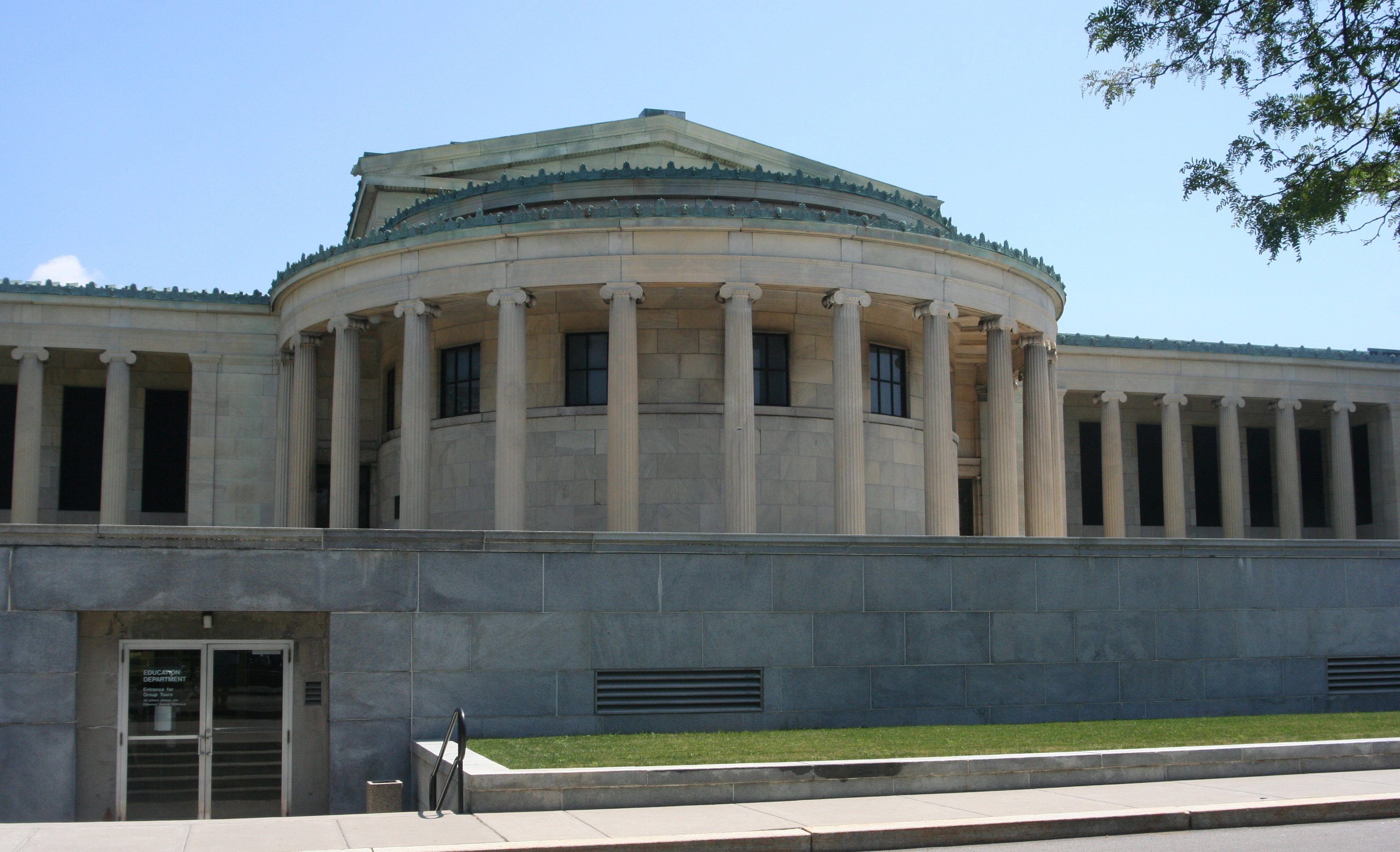
オルブライト＝ノックス美術館

散歩をするダックスフントと女性の足。わざと体の各部分をぼかして描き、いかにも素早く動いているように見せている。
この作品は1880年代にエティエンヌ＝ジュール・マレーによって創作された体の部分をぼかしたり、重ね合わせたりするなどのクロノフォトグラフィ技術描写を絵画に取り入れた最初期の作品である、といわれている。

また、この作品でで生み出した動きの一時的瞬間の分解は、同じく未来派の写真家アントン・ジュリオ・ブラガリアの光力学技術に影響を与えたものだといわれる。

## 保管
1913年9月から12月までデア・シュトゥルム誌の会社に飾られた後、1938年に実業家のアンソン・グッドイヤーがこの絵を売却した。 グッドイヤーが1964年に死去すると、息子のジョージ・F・グッドイヤーが1984年12月にニューヨーク州バッファローのオルブライト＝ノックス美術館に寄贈した。

## 評価

### 批判的な評価を下した人物

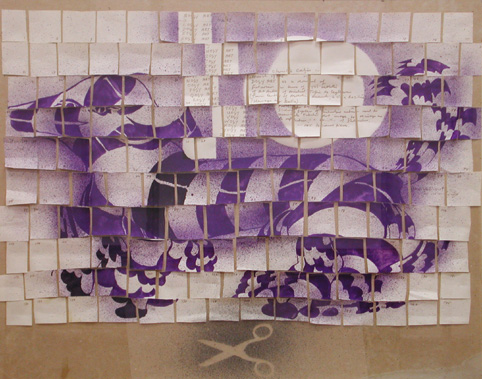
クリスト・コーツィー『バッラへのオマージュ』、（1975年）、67 x 79 cm、紙にガッシュ

- クリスト・コーツィー（英語版）『バッラへのオマージュ』、（1975年）、67 x 79 cm、紙にガッシュ1943年、芸術家コルネリア・ギア・ルブティリエはこの絵をデュシャンの『階段を降りる裸体』シリーズやパブロ・ピカソの『ダニエル＝ヘンリー・カーンワイラーの肖像』とともにこの絵を次のように酷評した。

| 「 | とても粗野で、あまり成熟しておらず、かなり子供じみている... バッラは自分自身と彼の犬を非常に真剣に受け止めており、とても勉強しているので、どこからでも何らかの喜びが生じたことは疑わしい。確かに、動きはない。 | 」 |

- 1947年に批評家のヘンリー・R・ホープは、この作品を「現代美術の常套句」と呼んだ。
- 作家のジェフリー・ワーグナーは、バラの絵は「選択される過剰さ」とダイナミズムで未来派を批判し、パーシー・ウインダム・ルイスのヴォーティシズムを批判するものと発表した。

### 好評的な意見の人物

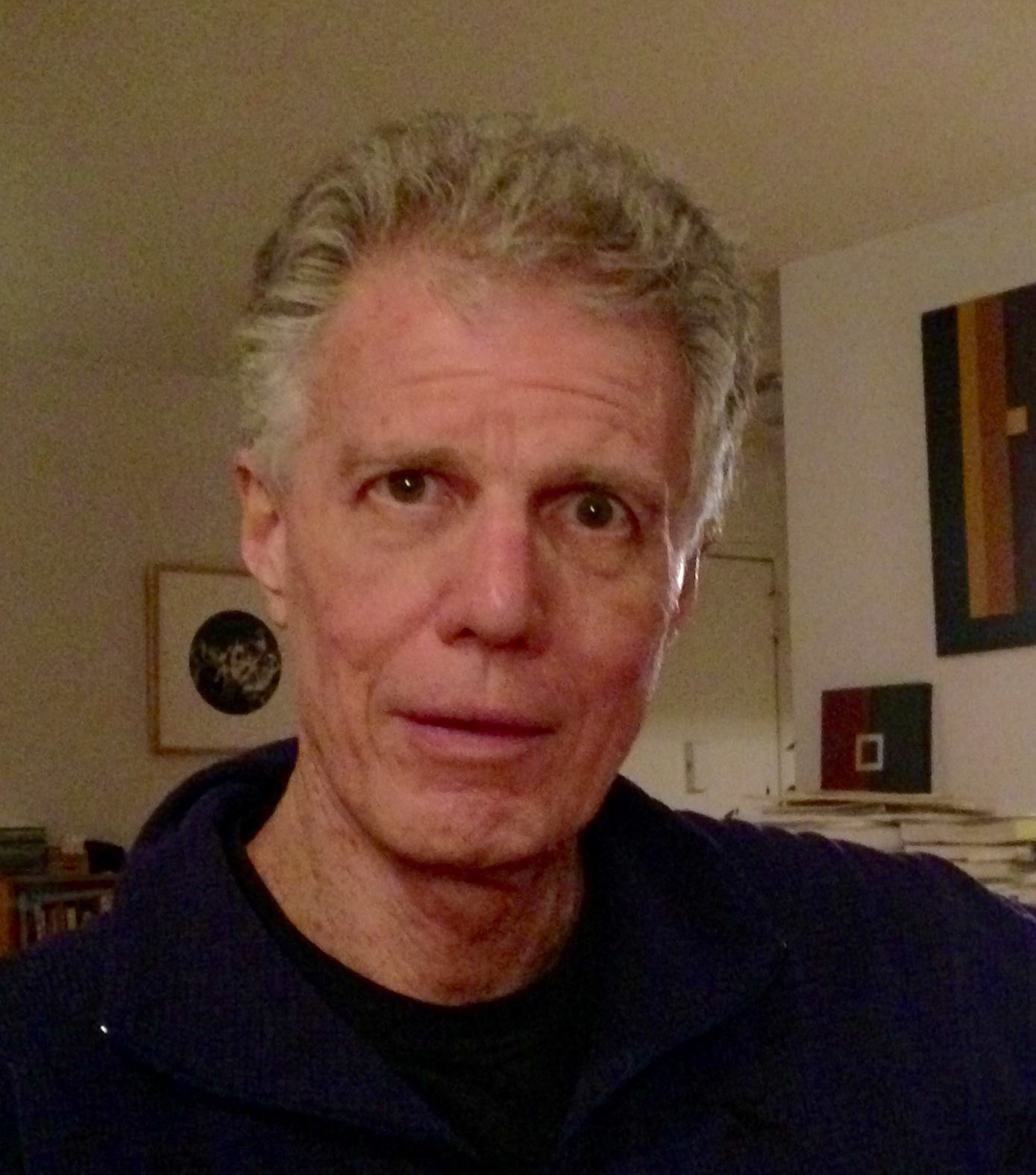
好評的な評価をしたロバート・C・モーガン

- 好評的な評価をしたロバート・C・モーガン言語学者、政治家のサミュエル・I・ハヤカワや美術評論家のトム・ラボックもこの絵画を高く評価したほか、ロバート・C・モーガンは、ジーノ・セヴェリーニの絵画とともにこの絵を次のように評価した。

| 「 | もしかしたら未来派の伝統の中で描かれた作品の中で彼はこの作品が、状態を運動に、静寂を動態に移し、文化に命を与え、19世紀の田園的な装飾から文化を補充したのかもしれない | 」 |

## 影響
- トム・ラボックは『トムとジェリー』など動物目線で映像が移されるアニメ映画に影響を与えたと指摘している。

- コンピューター科学者のローマン・ゴールデンバーグ、ロン・キンメル、エフド・リブリン、マイケル・ルズスキーによるマシンビジョンに関する2002年の研究論文では、この作品を使用し、小さな周期運動の図形を描いた。